# Comuna de Przeciszów
Przeciszów (polaco: Gmina Przeciszów) é uma gminy (comuna) na Polónia, na voivodia de Pequena Polónia e no condado de Oświęcimski. A sede do condado é a cidade de Przeciszów.
De acordo com os censos de 2004, a comuna tem 6691 habitantes, com uma densidade 189 hab/km².

## Área
Estende-se por uma área de 35,4 km², incluindo:
- área agricola: 79%
- área florestal: 5%

## Demografia
Dados de 30 de Junho 2004:
|                      | Total   | Total | Mulheres | Mulheres | Homens  | Homens |
| -------------------- | ------- | ----- | -------- | -------- | ------- | ------ |
|                      | pessoas | %     | pessoas  | %        | pessoas | %      |
| População            | 6691    | 100   | 3367     | 50,3     | 3324    | 49,7   |
| Densidade (pop./km²) | 189     | 100   | 95,1     | 95,1     | 93,9    | 93,9   |

De acordo com dados de 2002, o rendimento médio per capita ascendia a 1369,01 zł.

## Comunas vizinhas
- Babice, Oświęcim, Polanka Wielka, Wieprz, Zator, Osiek